# Nötholmens naturreservat

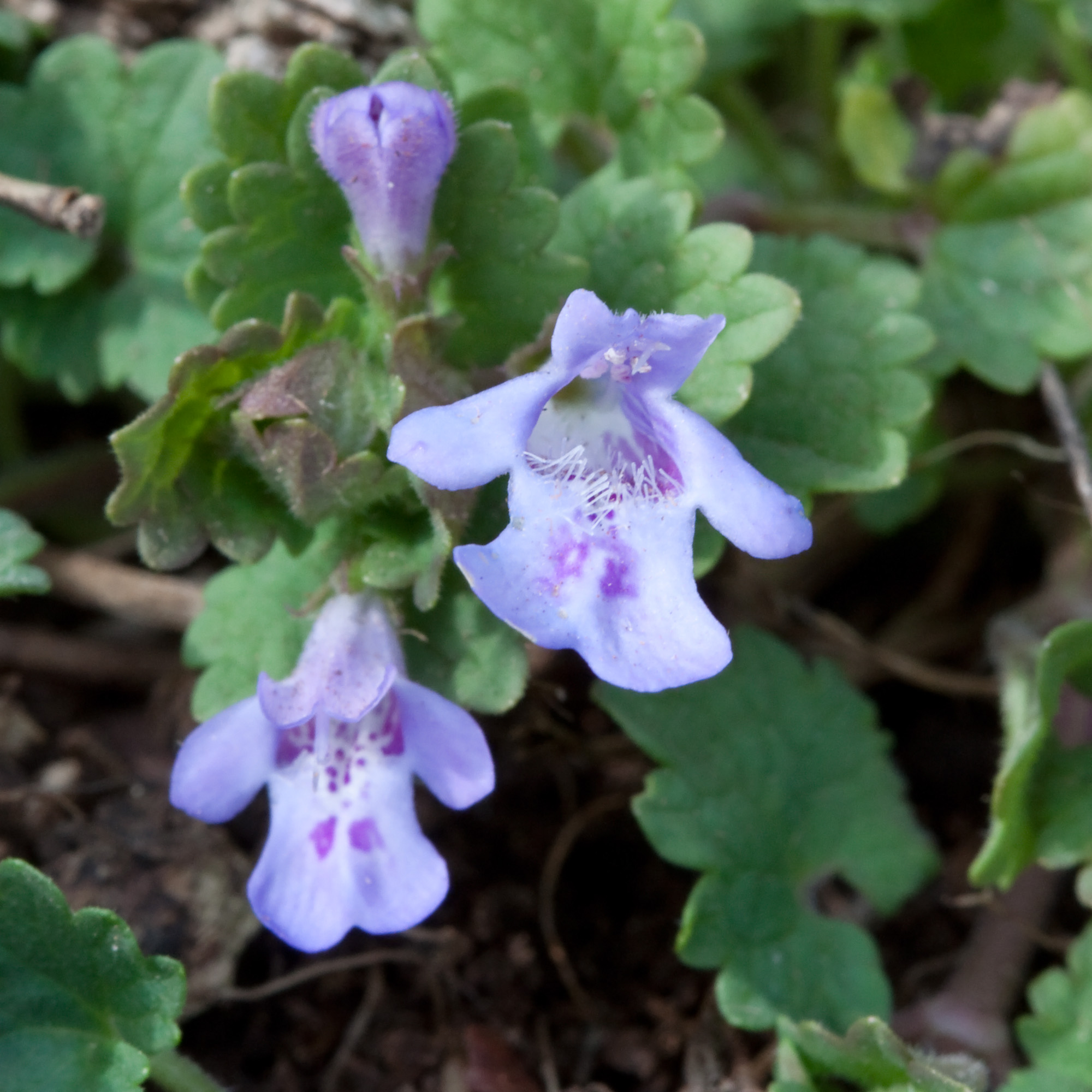
Jordreva

Nötholmen är en ö och ett naturreservat i Skee socken i Strömstads kommun i Bohuslän.
Området är skyddat sedan 2008 och omfattar 31 hektar. Ön ligger nära Strömstad centrum i anslutning till Kebalområdet.
Ön har ett varierat kuperat landskap med karga hällmarker, tallskog, mindre sumpskogar och kalkpåverkade blandskogar. Längs stränderna finns några smala strandängar omväxlande med klippiga stränder. På Nötholmens östra sida, intill gästhamnen, finns en blandskog med tall, gran, alm, lönn, hassel, björk, ek, sälg och olvon. I fältskiktet finns rikligt med blåsippa, harsyra, getrams,  jordreva, vildkaprifol, stenbär och örnbräken.
Vid reservatets bildande 2008 noterades sju rödlistade arter. De utgjordes av två mossor, kustgrimmia och havsbryum, en lav strutskinnlav, en svamp, purpurbrun jordtunga och tre kärlväxter, strandstarr, saltstarr och bohuslind.